# Cantonul Marseille-Saint-Marcel
Cantonul Marseille-Saint-Marcel este un canton din arondismentul Marseille, departamentul Bouches-du-Rhône, regiunea Provence-Alpes-Côte d'Azur, Franța.